# Blaž Mahkovic
Blaž Mahkovic (Kranj, 21 marzo 1990) è un cestista sloveno.

## Palmarès
- Campionato bosniaco: 1

Igokea: 2016-17
- Coppa di Bosnia ed Erzegovina: 1

Igokea: 2017